# Tinissa ruwenzorica
Tinissa ruwenzorica är en fjärilsart som beskrevs av László Anthony Gozmány. Tinissa ruwenzorica ingår i släktet Tinissa och familjen äkta malar. Inga underarter finns listade i Catalogue of Life.